# Constitución (departamento)
Departamento Constitución é um departamento da Argentina localizado na província de Santa Fé.